# Courage (film 1930)
Courage è un film del 1930 diretto da Archie Mayo. La sceneggiatura si basa sul lavoro teatrale Courage di Tom Barry che aveva debuttato a Broadway l'8 ottobre 1928 con buon successo. La Warner Bros. produsse nel 1938 un altro film tratto dalla commedia di Barry, My Bill, diretto da John Farrow e interpretato da Kay Francis e Bonita Granville.

## Produzione
Il film fu prodotto dalla Warner Bros.

## Distribuzione
Il copyright del film, richiesto dalla WB, fu registrato il 12 maggio 1930 con il numero LP1288.
Distribuito dalla Warner Bros., il film uscì nelle sale cinematografiche USA il 7 giugno 1930 dopo essere stato presentato in prima a New York il 22 maggio 1930. In Irlanda, fu distribuito il 1º agosto 1930.